# Laurent Basile Hautefeuille
Laurent Basile Hautefeuille, född 1805, död 1875, var en fransk jurist.
Hautefeuille gjorde sig känd som folkrättsförfattare, särskilt på den internationella sjörättens område. Bland hans arbeten kan nämnas Législation criminelle maritime (1839), Code de la pêche maritime (1844), Des droits et des devoirs des nations neutres, en temps de guerre maritime (1848–49; 3:e upplagan 1868), Histoire des origines, des progrès et des variations du droit maritime international (1858) och Quelques questions du droit international maritime (1861).